# Hendrik Spetter
Hendrik Spetter (Rotterdam, 24 juni 1902 – aldaar, 12 januari 1985) was een Nederlands kunstschilder. Spetter studeerde van 1934 tot en met 1939 onder leiding van H.E. Mees, D. Bautz en A. Glansdorp aan de Academie van Beeldende Kunsten Rotterdam. Hendrik Spetter was lid van de kunstvereniging Rotterdam en van de B.B.K. te Amsterdam.
Hendrik Spetter heeft vele studiereizen gemaakt naar onder andere Italië, Frankrijk, België en Duitsland. De Gemeente Rotterdam heeft een uitgebreide verzameling aquarellen. Voornamelijk van de verwoesting van Rotterdam gedurende de tweede wereldoorlog en van de opbouw daarna. De Gemeente Rotterdam heeft in het jaar 2001 een uitgebreide - en maandenlange expositie van deze werken gehouden in de Rotterdamse Kunsthal aan de Coolsingel te Rotterdam. Behalve in Rotterdam bevinden zich ook werken In de Nederlandse Rijkscollectie en hangen er schilderijen en aquarellen onder andere in het museum in Bad Pyrmont in Duitsland.
Landschappen, bloemen en overige stillevens, alsmede interieurs, portretten en naakten hadden zijn voorkeur. Hendrik Spetter schilderde in de Frans - en Hollandse impressionistische stijl.
De in de vooroorlogse tijd (crisis) en de in oorlogstijd geschilderde werken kenmerken zich door donker geschilderde taferelen. In de tijd daarna werden de kleuren lichter, mede ingegeven door zijn reizen naar onder andere het lichtere Italië en de betere algemene vooruitzichten.
- Biografisch Portaal: 89046769
- RKD-Nederlands Instituut voor Kunstgeschiedenis: 74262